# Nicolae Stoicescu

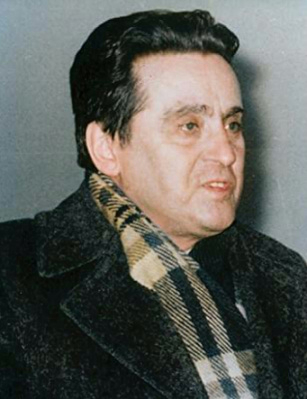
Nicolae Stoicescu, schrijver, geschiedkundige en ambassadeur.

Nicolae Stoicescu (Slatina, 30 november 1924  - Boekarest, 15 september 1999) was een Roemeense mediëvist en ere-lid van de Roemeense Academie. Hij heeft zich beziggehouden met onderzoek naar de administratieve organisatie van de Roemeense landen. Na zijn middelbare studies in Boekarest, studeerde hij af aan de Faculteit Geschiedenis van de Universiteit van Boekarest. In 1970 behaalde Nicolae Stoicescu zijn doctoraat in historische wetenschappen. Hij was onderzoeker en hoofdonderzoeker aan het Instituut voor Geschiedenis “Nicolae Iorga”, waar hij sinds 1950 werkte.
Stoicescu heeft monografieën gepubliceerd over heersers zoals Vlad Țepeș (ook vertaald in het Engels, Japans en Grieks), Matei Basarab, Constantin Șerban en Radu de la Afumați. Hij werkte mee aan verdragen zoals “Geschiedenis van Roemenië” (vol. II-III), “Geschiedenis van het Roemeense recht” (vol. I), en het woordenboek “Feodale instellingen in de Roemeense landen”. Daarnaast heeft hij historische bronnen bewerkt en werken van auteurs zoals Dimitrie Cantemir en A. D. Xenopol opnieuw uitgegeven.
In de periode van 18 januari tot 28 juni 1990 bekleedde hij de functie van minister van Cultus in het eerste kabinet van Petre Roman, waarna hij werd benoemd tot ambassadeur van Roemenië in Griekenland.

## Publicaties
Hier zijn enkele van zijn publicaties:
- Curteni și slujitori. Contribuții la istoria armatei române (București: Editura Militară, 1968)
- Sfatul domnesc și marii dregători din Țara Românească și Moldova: sec. XIV-XVII (București: Editura Academiei Republicii Socialiste România, 1968)
- Bibliografia localităților și monumentelor feudale din România. I - Țara Românească (Muntenia, Oltenia și Dobrogea) (Craiova/București: Mitropolia Olteniei/Tipografia “Arta Grafică”), 1970
- Cum măsurau strămoșii. Metrologia medievală pe teritoriul României (București: Editura Științifică, 1971)
- Dicționar al marilor dregători din Țara Românească și Moldova: sec. XIV-XVII (București: Editura enciclopedică română, 1971)
- Lista marilor dregători moldoveni (1384-1711) (Iași: Editura Academiei Republicii Socialiste România, 1971)
- Bibliografia localităților și monumentelor medievale din Banat (București: Editura Mitropoliei Banatului, 1973)
- Repertoriul bibliografic al localităților și monumentelor medievale din Moldova (București: Direcția Patrimoniului Cultural Național. Biblioteca Monumentelor istorice din România, 1974)
- Vlad Țepeș (București: Editura Academiei Republicii Socialiste România, 1976)
- 1330 Posada (București: Editura Militară, 1980)
- Continuitatea românilor. Privire istoriografică, istoricul problemei, dovezile continuității (București: Editura Științifică și Enciclopedică, 1980).